# Скоччимарро, Джованна
Джованна Скоччимарро (нем. Giovanna Scoccimarro; род. 10 ноября 1997, Vorsfelde, Нижняя Саксония) — немецкая дзюдоистка, выступающая в весовой категории до 70 кг. Бронзовый призёр Олимпийских игр (2020, командный турнир). Серебряный призёр чемпионата мира 2023 года, бронзовый призёр чемпионата мира 2025 года.

## Спортивная карьера
Джованна Скоччимарро начала заниматься дзюдо в детстве вместе братьями. Она стала выступать за клуб MTV Vorsfelde.
В 2014 году Скоччимарро выиграла чемпионат Европы на детском уровне в Афинах. В 2015 году она заняла пятое место на чемпионате мира до 21 года. На чемпионате Европы 2017 года в Варшаве она победила хорватку Барбару Матич в полуфинале и завоевала серебряную медаль, уступив в финале голландке Санне ван Дейк. Через полгода после чемпионата Европы она выиграла чемпионат мира до 21 года в Загребе. В 2018 году Джованна Скоччимарро выиграла чемпионата Германии, победив в финале Сару Мекельбург.
Скоччимарро вошла в состав сборной на летние Олимпийские игры 2020 года в Токио. 28 июля 2021 года она победила Эльвисмар Родригес из Венесуэлы в первом бою на «Ниппон Будокан» по вадза-ари. В следующем поединке против Ифе Кофлан из Австралии немецкая спортсменка вновь победила броском на иппон и вышла в четвертьфинал, где уступила японке Тидзуру Араи, которая позже стала олимпийской чемпионкой. В утешительном раунде немка оказалась сильнее Элисаветы Тельциду из Греции в голден-скор, и таким образом попала в поединок за 3-е место. В битве за бронзовую медаль она потерпела поражение от голландки Санне ван Дейк, которая победила только в голден-скор благодаря О-госи (получив от судей оценку иппон), а Скоччимаро заняла пятое место. В смешанном командном зачете сборная Германии завоевала бронзовую медаль.
В мае 2023 года, в столице Катаре, на чемпионате мира, немецкая дзюдоистка в весовой категории до 70 кг стала обладателем серебряной медали, в финале уступив японской спортсменке Саки Низое.
В июне 2025 года на чемпионате мира в Будапеште в смешанном командном турнире завоевала бронзовую медаль. 